# Krönten
Der Krönten ist ein 3107,7 m ü. M. hoher Berg in den Urner Alpen und deren östlichster Dreitausender. Er liegt im Schweizer Kanton Uri, rund sieben Kilometer westlich von Silenen im Reusstal.

## Geographie
Der Krönten liegt östlich des Gross Spannorts. Zusammen mit diesem, dem Chli Spannort und dem weiter nördlich liegenden Schlossberg und seinem direkten westlichen Partner, dem Zwächten (3080 m ü. M.), umrahmt er den etwa fünf Quadratkilometer grossen Glatt Firn.  Nordöstlich liegt das Erstfeldertal mit dem Alpbach, ein rund sechs Kilometer langes Seitental zum Reusstal. Durch dieses Tal kann die auf 1903 m ü. M. liegende Kröntenhütte des Schweizer Alpen-Clubs (SAC) erreicht werden. In der Ostflanke liegt der Leitschachfirn, aus welchem nach Osten, später Richtung Südosten das Leutschachtal (auch Leitschachtal) hervorgeht. In diesem Tal liegt auf 2208 m ü. M. die Leutschachhütte (SAC).
Der eigentliche Gipfel besteht aus zwei Türmen, die den Grat etwa zehn Meter überragen.

## Erstbesteigung
Der Krönten wurde am 3. August 1868 von John Sowerby sowie den Bergführern Josef Maria Tresch-Exer und Ambros Zgraggen erstbestiegen. Als Route wählten sie den Westgrat, welcher auch heute noch als Normalweg gilt. Den Grat erreichten sie durch das Erstfeldertal. Die Route über den markanten Südturm wurde erstmals am 11. August 1935 von Alfred Amstad, Otto Amstad und Guido Masetto begangen.

## Namensherkunft
Der Krönten hatte in den vergangenen Jahrhunderten verschiedene Namen. Friedrich Wilhelm Delkeskamp bezeichnete 1830 in seinem Malerisches Relief des klassischen Bodens der Schweiz in dem Blatt IV den damals noch unbestiegenen Krönten als „Grindlet“ (Urner Mundart: Grind = auf den Schultern aufliegender Kopf). Der Name deutet dabei auf die dem eigentlichen Hauptkamm aufliegende Gipfelformation hin. Delkeskamp übernahm die Bezeichnung wohl nach Angaben Einheimischer.
1834 berichtet Karl Franz Lusser, welcher die erste touristische Besteigung des Bristen durchführte, vom „Gekrönten“.
Georg Hoffmann bezeichnet den Berg 1843 in seiner Veröffentlichung Wanderungen in der Gletscherwelt als „Krönlet“. 1871 wurde er vom Präsidenten des Schweizer Alpen-Clubs, Rudolf Simler, ebenso bezeichnet. Als weitere Bezeichnungen tauchen unter anderem „Kröntlet“ und „Krönte“ auf.
Der Name bezieht sich auf den kronenartigen Gipfelaufbau des Krönten. Zum einen wird der Gipfelgrat durch die eigentlichen Gipfeltürme gekrönt, zum anderen erinnern die sägezahnartigen Gipfeltürme an die Form einer Krone.

## Besteigung
Mögliche Stützpunkte für eine Besteigung bilden die Kröntenhütte und die Leutschachhütte. Die Kröntenhütte ist in vier Stunden von Erstfeld durch das Erstfeldertal zu erreichen. Der Aufstieg kann durch eine bewilligungspflichtige Strasse nach Bodenberg auf 2,5 Stunden abgekürzt werden. Die Leutschachhütte kann durch das Leutschachtal in rund 2,5 Stunden vom Arnisee (1370 m ü. M.) erreicht werden.
Der Normalweg führt über den Westgrat, welcher von der Kröntenlücke auf den Gipfel führt. Die Kröntenlücke kann sowohl von der Kröntenhütte über den Glattfirn, als auch von der Leutschachhütte über den kleinen Sassfirn erreicht werden. Die Schlüsselstelle der Tour bildet der zehn Meter hohe Gipfelturm, welcher durch einen Riss erklettert wird (II. Schwierigkeitsgrad). Im Winter ist der Normalweg von beiden Hütten auch als Skitour begehbar, wobei der letzte Teil zum Gipfel zu Fuss zurückgelegt wird.
Eine Kletterei bis zum oberen III. Schwierigkeitsgrad fordert die Überschreitung des Krönten. Man beginnt meist im Osten und überschreitet dabei die 2839 m ü. M. hohe Sunnig und den (2910 m ü. M.) hohen Chli Krönten. Die Schlüsselstelle liegt dabei im Krönten Ostgrat.
Eine weitere Anstiegsmöglichkeit bietet der Südgrat mit der Überschreitung des markanten Südturmes. Die Kletterschwierigkeit liegt im V. Grad.

## Galerie

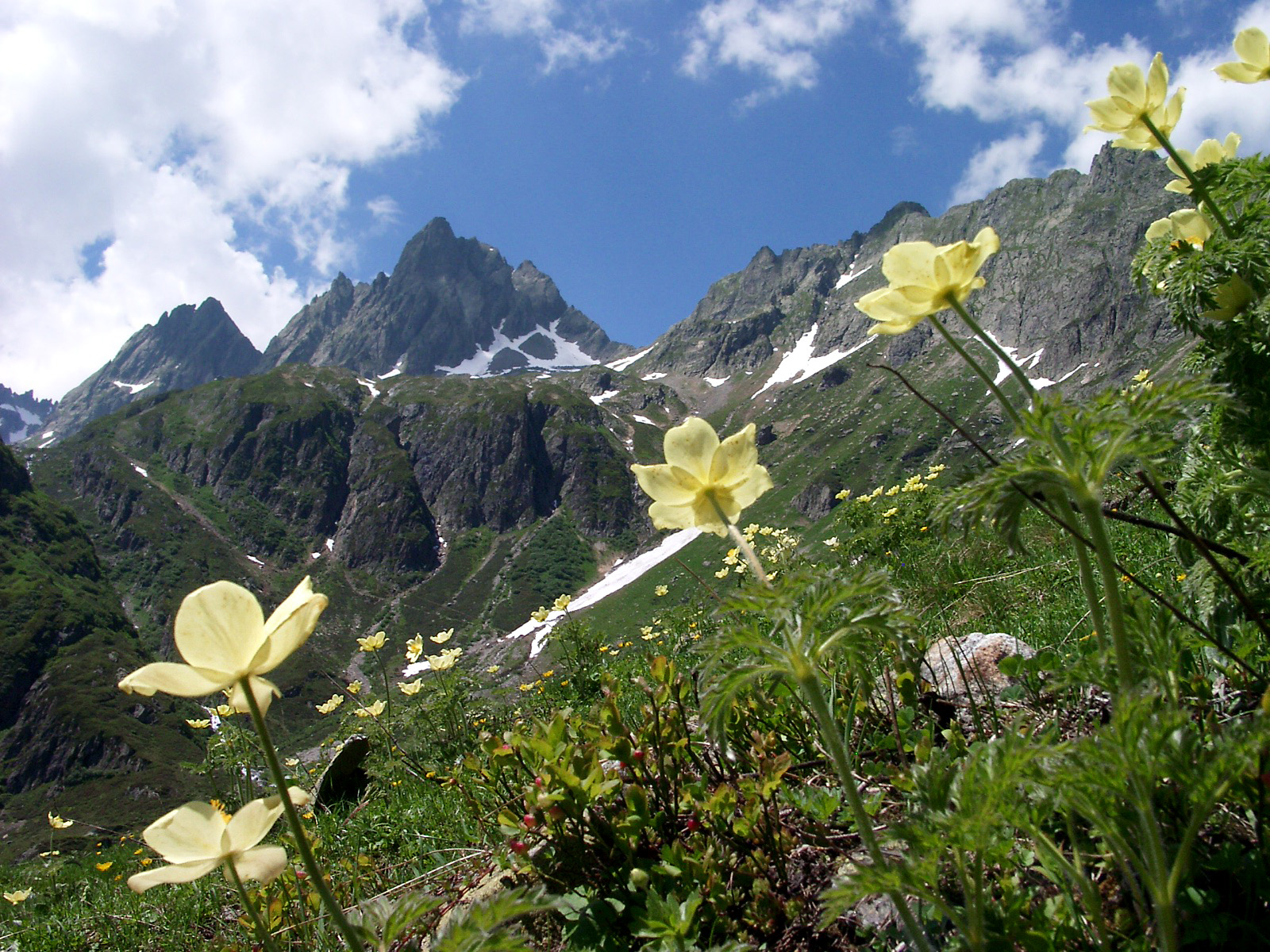
Krönten (links) und Mäntliser von Osten
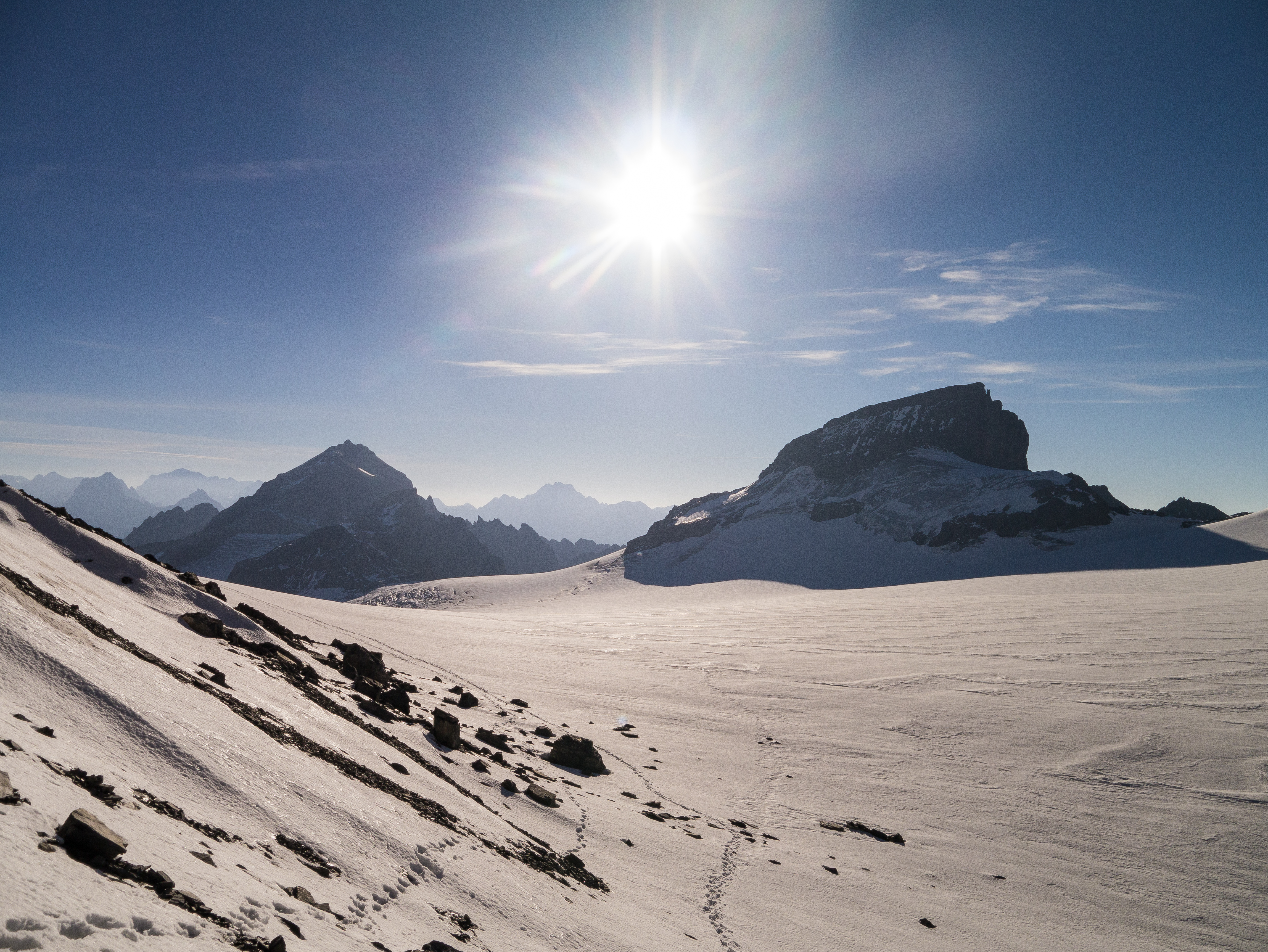
Krönten (links) und Zwächten (rechts) von Westen
Luftbild (1928) des Krönten aus 3100 m ü. M. von Osten